# Lotteria

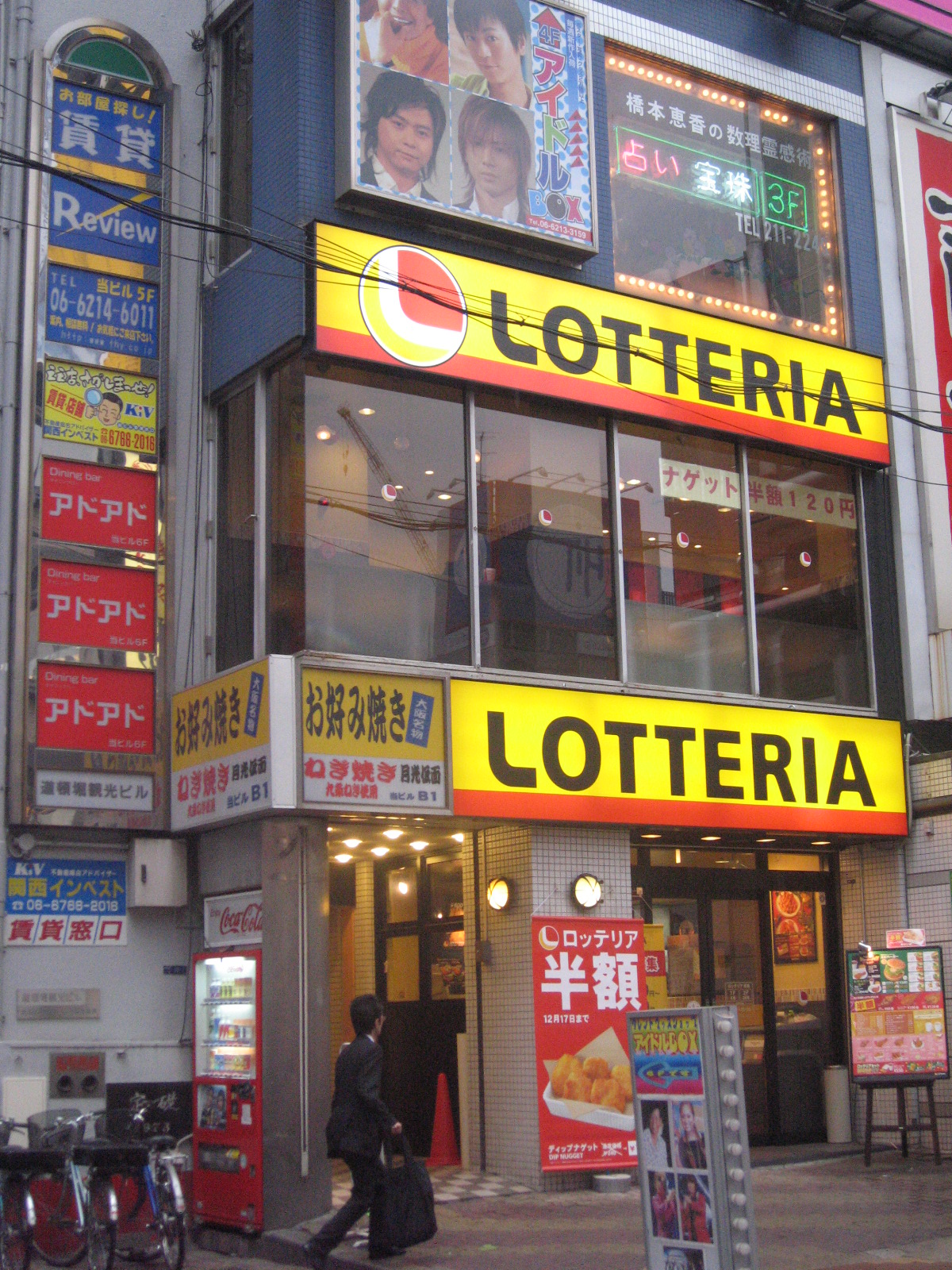
Restaurant van Lotteria in Osaka

Lotteria (Japans: ロッテリア, Koreaans: 롯데리아) is een Japanse fastfoodketen die haar hoofdkantoor heeft in Shinjuku (Tokio). De keten heeft verder restaurants  in Zuid-Korea, Taiwan, China en Vietnam. De naam is afgeleid van de naam van het Zuid-Koreaanse moederbedrijf, de chaebol Lotte. De formule is vergelijkbaar met die van McDonald's. Het bedrijf werd opgericht in februari 1972 in Tokio door de Zuid-Koreaan Shin Jun Ho.
Het eerste restaurant van Lotteria  opende in september 1972 in Nihonbashi (Tokio) zijn deuren. In 1979 werd het eerste restaurant in Zuid-Korea geopend, waar het 's lands nummer 1-hamburgerketen is, daarbij McDonald's passerend, met name door het aanbieden van producten die verkoreaanst zijn, zoals de kimchi-burger.